# Zusatzeinrichtung
Zusatzeinrichtung ist ein fernmeldetechnischer Begriff aus der Zeit der Reichspost und der Deutschen Bundespost für Geräte, die nicht zur Regelausstattung eines Telefonanschlusses gehörten. Sie konnten zusätzlich zum Telefon elektrisch an die Telefonleitung angeschaltet werden.

## Beispiele
Zusatzeinrichtung waren z. B.:
- Anschlussdosen
- Zweite Ohrhörer und Telefonhörer
- Zweite Wecker
- Starkstromanschalterelais
- Gebührenanzeiger
- zusätzliche Telefonapparate
- Anrufbeantworter
- Wählgeräte
- Wechselschalter
- Automatische Wechselschalter

## Unterscheidung

### Technisch
Entsprechend der technischen Betriebsweise der Zusatzeinrichtungen wurden folgende Gruppen unterschieden:
- Gruppe A (ZPrA)

Geräte, die schaltungstechnisch vor dem Telefon angeschlossen wurden, z. B. Wählgeräte.
- Gruppe B (ZPrB)

Geräte, die schaltungstechnisch nach dem Telefon angeschlossen wurden, z. B. Anrufbeantworter.
- Gruppe C (ZPrC)

Geräte, die wie zweite Hörer (am Telefon) angeschlossen wurden, z. B. Lauthörgeräte.
Der Anschluss von Zusatzeinrichtungen der Gruppen A und B erfolgte z. B. über eine achtpolige Anschlussdose (ADo 8).

### Rechtlich
Weiterhin waren gab es eine Unterscheidung in „posteigen“, „teilnehmereigen“ und „privat“.
- Posteigene Zusatzeinrichtungen

waren gemietet und wurden von der Deutschen Bundespost installiert und instand gehalten.
- Teilnehmereigene Zusatzeinrichtungen

kaufte der Kunde bei der Bundespost, die diese dann installierte und instand hielt.
- Private Zusatzeinrichtungen

konnte der Kunde im freien Markt kaufen, musste sie jedoch von der Deutschen Bundespost installieren lassen. Für die Instandhaltung war der Kunde selbst verantwortlich.
Die Preise waren in der gerade gültigen Rechtsverordnung festgelegt. Dies waren Fernsprechordnung, Fernmeldeordnung und Telekommunikationsordnung.

## Private Zusatzeinrichtung
Wenn eine zur Prüfung vorgelegte Zusatzeinrichtung für eine amtliche Einführung nicht geeignet erschien, konnte sie als private Zusatzeinrichtung (ZPr) zugelassen werden. Es durften nur durch die Deutsche Bundespost zugelassene Geräte als ZPr angeschaltet werden. Beispiele für private Zusatzeinrichtungen sind:
- Anrufbeantworter
- Starkstromwecker
- Hupen
- Blitzlampen
- Faxgeräte